# Distrito de Ocucaje
El distrito de Ocucaje es uno de los catorce distritos peruanos que forman la provincia de Ica en el departamento de Ica, bajo la administración del Gobierno regional de Ica. Limita por el norte, este, sur y suroeste con el distrito de Santiago; y por el oeste con el Océano Pacífico.

## Historia
El Distrito de Ocucaje fue creado por Ley N.° 23833 del 18 de mayo de 1984, siendo presidente de la República el arquitecto Fernando Belaúnde Terry.El desarrollo socioeconómico de Ocucaje se basa en la Agricultura y últimamente en el turismo, que está teniendo gran crecimiento, lo que obliga una gran afluencia de turistas y visitantes.

## Geografía
Se encuentra ubicado en la parte sur de la Provincia de Ica, situado a una distancia aproximada de 28 a 29 km de la ciudad de Ica, así como se encuentra ubicado a una altitud de 325 metros sobre el nivel del mar, con una latitud sur de 14°20’ 45” y una longitud oeste de 75°40’00”
Los caseríos que conforman este distrito son 13: Barrio Nuevo, San José de Pinilla, San Felipe, Córdova, Tres Esquinas , La Perla, Callango, Pampa Chacaltana, El Tambo, Paraya, Cerro Blanco, La Capilla, San Martín de Porras 
Ocucaje cuenta con una superficie de 1,417.12 km², representando el 6.64% de superficie con respecto al Departamento de Ica, que es de 21,327.83 km² y el 17.95% de la superficie con respecto a la Provincia de Ica, que cuenta con 7,894.05 km².
El Distrito de Ocucaje cuenta con 3,809 habitantes, siendo 1,219 habitantes en la zona urbana representando un 32% y 2,590 habitantes en la zona rural, representando un 68% teniendo una tasa de crecimiento ínter censal de 1.3%. Del análisis se desprende que en el Distrito de Ocucaje hay 2,019 hombres representando un 53% de la población y 1,790 mujeres que representan un 47%.
- Ríos: Ica.

## Autoridades

### Municipales
- 2023 - 2026[1]
  - Alcalde: Laura Esther peña Valencia, del Partido Alianza para el Progreso.
- 2019 - 2022
  - Alcalde: Rolando Jayo Melgar
- 2015 - 2018
  - Alcalde: Pablo Albites Vicente
- 2011 - 2014
  - Alcalde: Pablo Albites Vicente
- 2007 - 2010
  - Alcalde: Luis Aldo Guevara Uchuya.

### Religiosas
- 2007 - : Héctor Vera Colona, Obispo católico.

## Atractivos turísticos
En los últimos 10 años el distrito de Ocucaje se ha convertido en uno de los distritos más ricos y acogedores para el turismo, destacando entre sus grandes atractivos;la Bodega "VIÑA OCUCAJE", en donde se conserva añejas y voluminosas pipas de roble, sus hermosas playas, como "Punta Lomitas", El Faro, "La Yerba", "El Infiernillo" etc. también es un gran atractivo su "Cementerio Paleontlológico", que es considerado el más grande del mundo, lo que ha convertido a Ocucaje en el "Paraíso Paleontológico del mundo", también son grandes atractivos, su famosa "Campana de la Libertad", sus "huacas" arqueológicas, la duna "El Lagarto", el cerro "Las Brujas".Durante el año, se celebran fiestas turísticas como: el FESTIVAL DE LA MENESTRA, la última semana de octubre, su SEMANA TURÍSTICA y su concurso "Miss Playa", la primera semana de febrero, su "VENDIMIA EN OCUCAJE" la 2.ª semana de marzo, y el ANIVERSARIO, el distrito el 18 de mayo.
En Ocucaje es un gran productor de pallar, garbanzo, frijol, maíz, zapallos.Frutas como la vid, mangos, higos, dátiles, sandías, pacaes, granadas, etc.hay varias bodegas artesanales que producen excelentes Piscos y Vinos, La Bodega Industrial Viña Ocucaje tiene una gran producción de Piscos y Vinos con mucha fama en el mundo.Por la gran calidad de sus menestras, se le conoce como "La Capital Mundial de la Menestra".
En Ocucaje también fueron descubiertos restos fósiles de animales tales como ballenas, tiburones, tortugas, focas, etc. lo cual indica una muerte rápida de los animales. Entre el 9 y 11 de abril de 2008 se descubrió en este lugar en el cerro más alto del valle un geoglifo en forma de un cóndor junto a tres figuras que datarían de la cultura paracas cavernas.

## Festividades
- Reyes Magos.
- Señor de Luren.
- San Isidro Labrador.